# OK-GLI

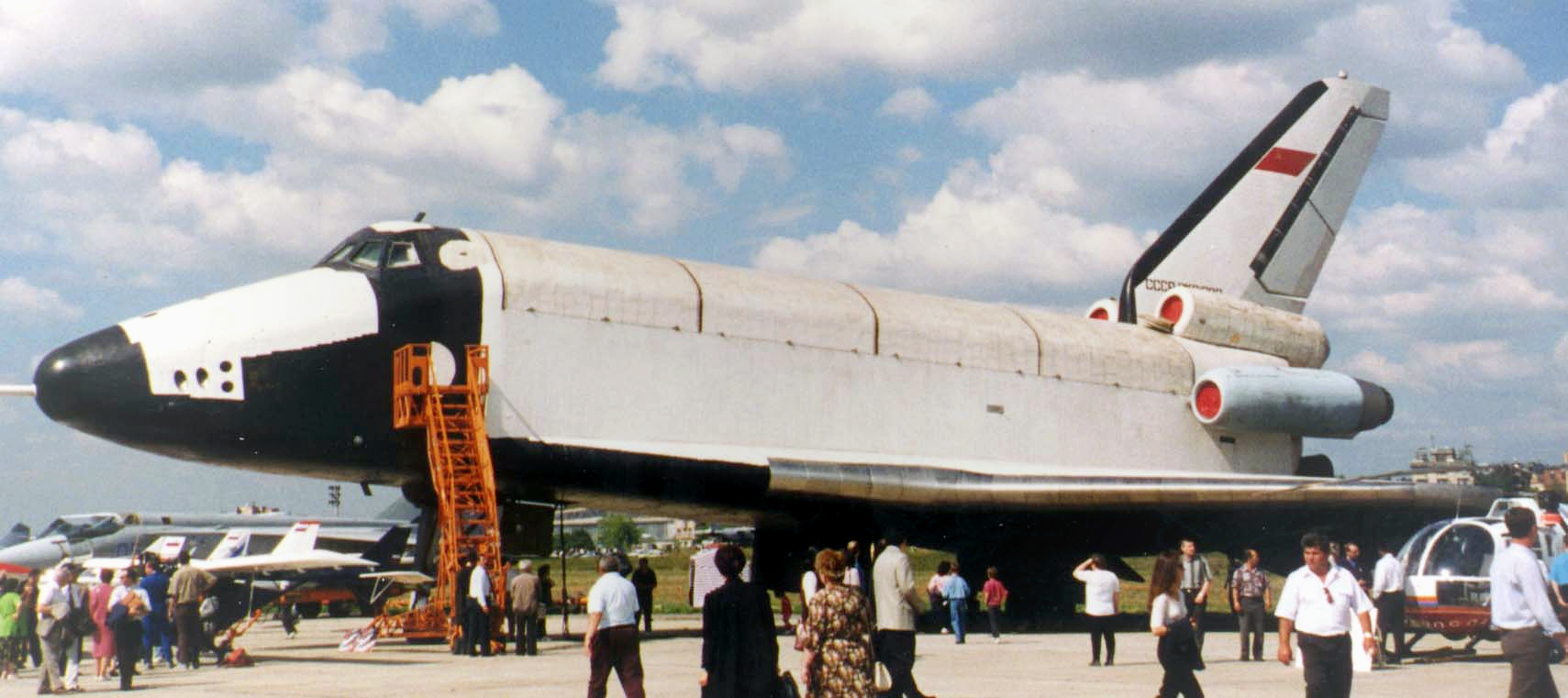
Buran OK-GLI (BTS-002), Schukowski, (1997)

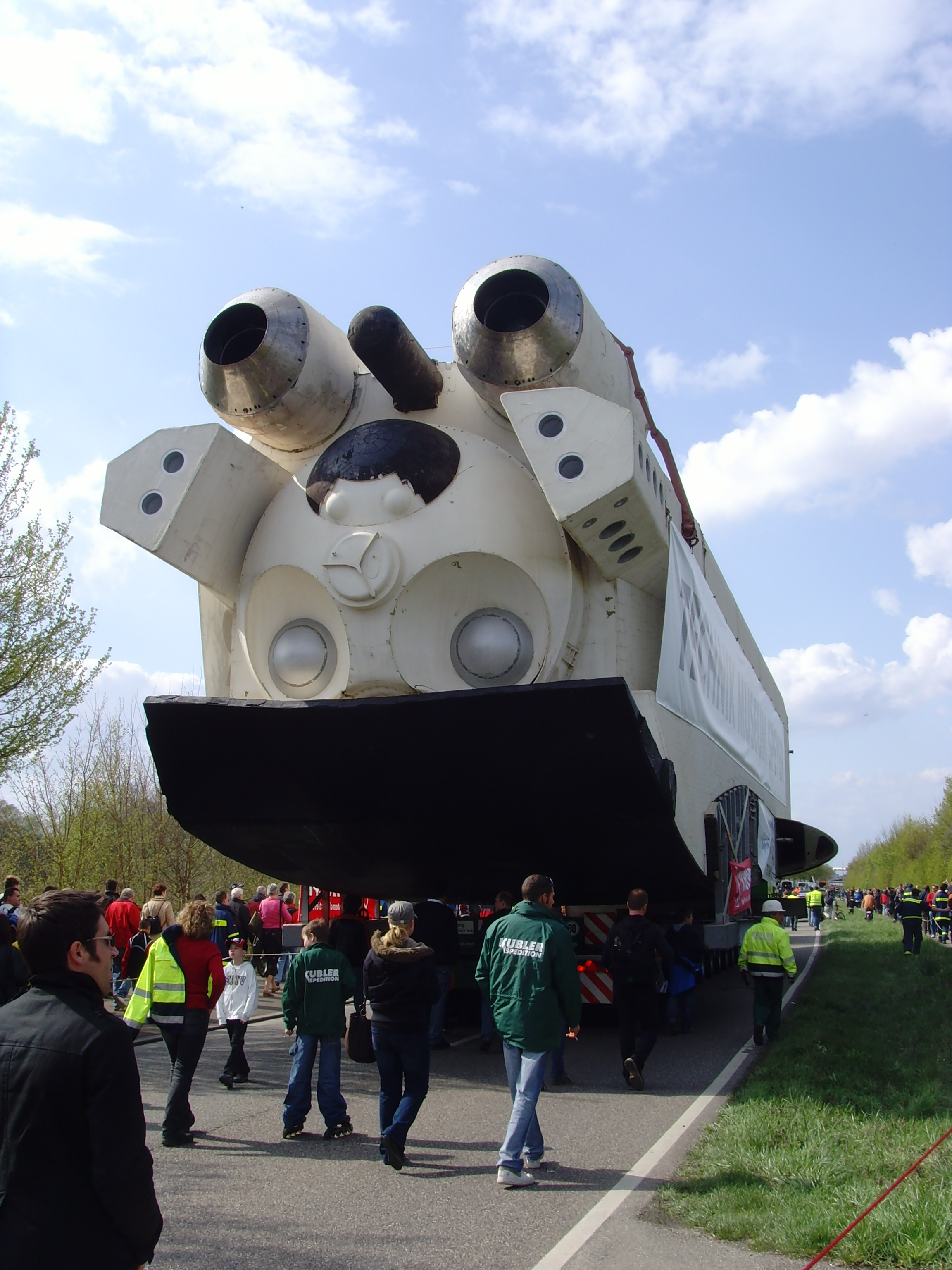
Heckansicht, auf dem Weg zum Technik-Museum Speyer (2008)

Die OK-GLI ist ein 1984 gebauter Prototyp einer Raumfähre des sowjetischen Buran-Programms. Er diente der aerodynamischen Erprobung der Flugeigenschaften und des automatischen Landesystems. Als einzige Raumfähre weltweit konnte dieses Modell wie ein vierstrahliges Flugzeug eigenständig ohne Zusatzraketen starten und landen.

## Geschichte
Das Modell Buran OK-GLI (oder BTS-02), der Prototyp des Raumfähren-Programms, war als einziges Modell mit eigenen Triebwerken ausgestattet und absolvierte erfolgreich 25 Atmosphärenflüge, um das Landesystem zu testen. Im Dezember 1989 wurden die Tests abgeschlossen. Das Fluggerät wurde als verschlissen betrachtet und in Baikonur eingelagert.
Russland verkaufte es vor den Olympischen Spielen 2000 in Sydney als Ausstellungsobjekt nach Australien.
In Folge sollte es dann im Rahmen der Sommerfestspiele im Juni 2002 in Bahrain ausgestellt werden, blieb dort aber wegen finanzieller Probleme des Veranstalters, wo es offenbar in Vergessenheit geriet. Satellitenbilder bei Google Earth zeigen, dass OK-GLI im Hafenbereich demontiert hinter einer Lagerhalle aufbewahrt wurde (26° 11′ 54″ N, 50° 36′ 10″ O mit Datum 31. Dezember 2006).

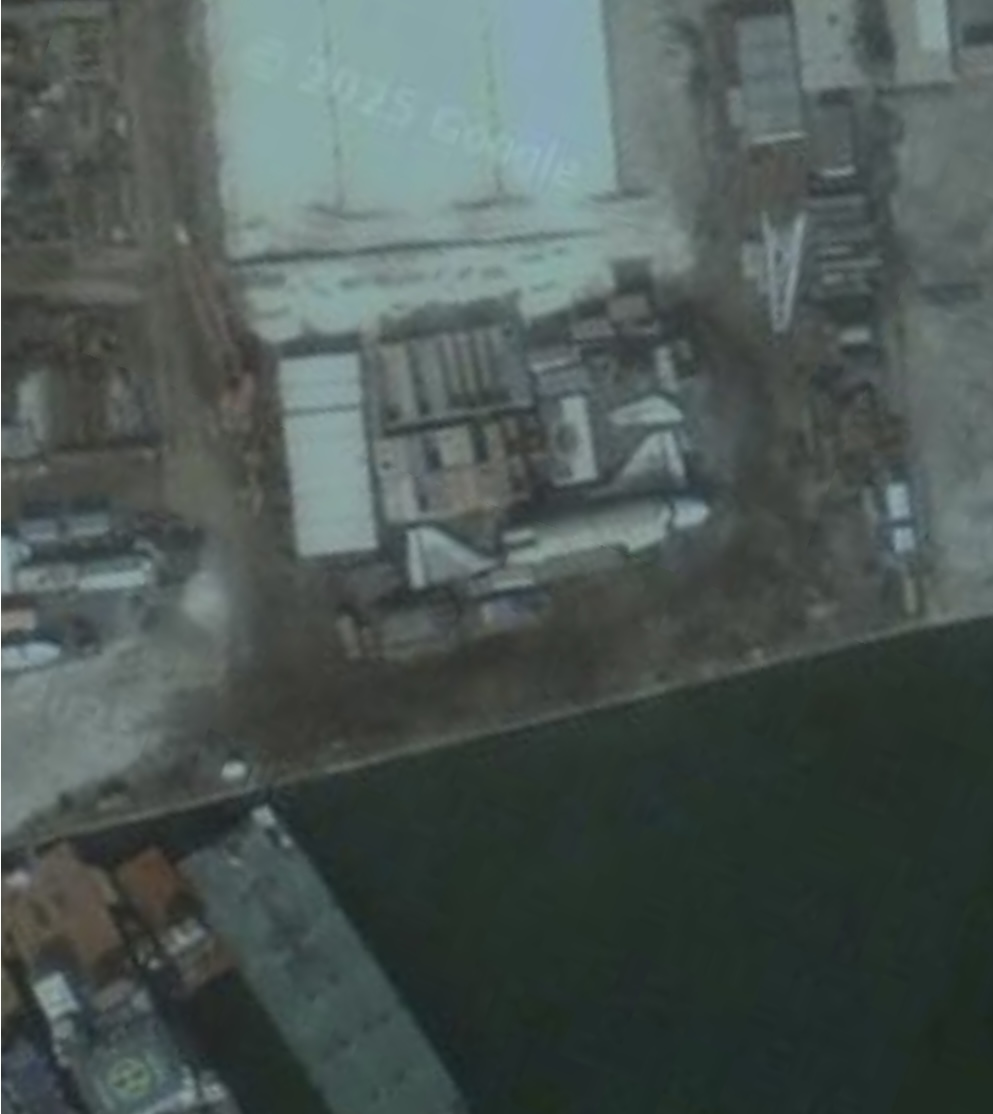
Die OK-GLI im Hafen von Manama

Im Mai 2002 wurde OK-GLI in einer Auktion des Radiosenders News 980 KFWB-AM in Los Angeles mit einem Startpreis von sechs Millionen US-Dollar zum Kauf angeboten, ohne dass sich jedoch ernsthafte Bieter meldeten.
Bei Dreharbeiten für die Formel 1 in Bahrain stieß ein deutsches Fernsehteam im Herbst 2003 wieder auf die OK-GLI. Ende 2003 wurde sie dann vom Technik-Museum Speyer für einen geschätzt sechsstelligen Eurobetrag gekauft und sollte dort ursprünglich schon ab Mitte 2006 ausgestellt werden. Wegen andauernder Rechtsstreitigkeiten zwischen dem letzten Käufer und NPO Molnija verzögerte sich der Transport nach Speyer immer wieder. Zuletzt hätte die Fähre noch nach Malaysia gebracht werden sollen, wo sie im Rahmen der Malaysia International Aerospace Exhibition 2007 vom 5. Juni 2007 bis 7. August 2007 ausgestellt werden sollte, doch wurde diese Veranstaltung abgesagt. Im Frühjahr 2008 konnte schließlich der Transport nach Speyer beginnen.
Die OK-GLI wurde auf dem Seeweg von Bahrain nach Rotterdam und anschließend auf dem Rhein zum Technik-Museum Speyer transportiert, das sie am 12. April 2008 erreichte. Dort wird sie seit Oktober 2008 ausgestellt. Die Gesamtkosten für den Kauf, Transport und die eigens errichtete neue Ausstellungshalle beliefen sich für das Technik-Museum Speyer auf etwa zehn Millionen Euro.

## Technik
Gegenüber dem Orbiter Buran war OK-GLI mit vier Ljulka AL-31-Strahltriebwerken ausgerüstet, wie sie auch in den Flugzeugen Su-27 und Su-30 verwendet werden, und war dadurch in der Lage, mit eigenem Antrieb wie ein Flugzeug von einer Startbahn abzuheben, was weder der Orbiter noch der US-amerikanische Space Shuttle konnten. Die beiden oberen Triebwerke seitlich des Seitenleitwerks sind Teil des originalen Orbiter-Designs, das zwei Marschtriebwerke vorsah, um die Reichweite bei der Landung zu vergrößern. Die Triebwerke sind mit einem Hitzeschutzmantel und Klappen an den Triebwerkseinläufen ausgerüstet. Sie kamen beim Orbiter Buran aber wegen technischer Probleme und der damit verbundenen Gefahr, das Projekt zu verzögern, nie zum Einsatz. Die Einbaubuchten der Strahltriebwerke waren aber an allen Orbitern vorhanden und nur mit einer Abdeckung verschlossen.
Buran OK-GLI hat eine Gesamtlänge von 36,37 m, eine größte Rumpfbreite von 5,5 m und eine Flügelspannweite von 23,92 m. Das maximale Startgewicht betrug 105 t bei einer Nutzlast bis zu 30 t. Das Landegewicht konnte 82 t betragen, dabei waren bei einer Landegeschwindigkeit von 312 km/h 15 t Nutzlast und bei 360 km/h 20 t Nutzlast zulässig. Die Fähre hatte Platz für bis zu 10 Personen.

## Testflüge
Neun Rolltests und fünfundzwanzig Testflüge in der Atmosphäre wurden mit OK-GLI in Baikonur durchgeführt.
| Datum             | Beschreibung | Maximale Geschwindigkeit | Maximale Höhe | Dauer  | Besatzung / Bemerkungen                                       |
| ----------------- | ------------ | ------------------------ | ------------- | ------ | ------------------------------------------------------------- |
| 29. Dezember 1984 | Rolltest 1   | 45 km/h                  |               | 5 min  | Rimantas Stankevičius, Igor Wolk                              |
| 2. August 1985    | Rolltest 2   | 200 km/h                 |               | 14 min | Rimantas Stankevičius, Igor Wolk                              |
| 5. Oktober 1985   | Rolltest 3   | 270 km/h                 |               | 12 min | Rimantas Stankevičius, Igor Wolk                              |
| 15. Oktober 1985  | Rolltest 4   | 300 km/h                 |               |        | Rimantas Stankevičius, Igor Wolk                              |
| 10. November 1985 | Flug 1       | 480 km/h                 | 1500 m        | 12 min | Rimantas Stankevičius, Igor Wolk                              |
| 15. November 1985 | Rolltest 5   | 170 km/h                 |               | 12 min | Rimantas Stankevičius, Igor Wolk                              |
| 3. Januar 1986    | Flug 2       | 520 km/h                 | 3000 m        | 36 min | Rimantas Stankevičius, Igor Wolk                              |
| 6. April 1986     | Rolltest 6   |                          |               | 14 min | Anatoli Lewtschenko, Alexander Schtschukin                    |
| 27. Mai 1986      | Flug 3       | 540 km/h                 | 4000 m        | 23 min | Rimantas Stankevičius, Igor Wolk                              |
| 11. Juni 1986     | Flug 4       | 530 km/h                 | 4000 m        | 22 min | Rimantas Stankevičius, Igor Wolk                              |
| 20. Juni 1986     | Flug 5       |                          |               | 25 min | Anatoli Lewtschenko, Alexander Schtschukin                    |
| 28. Juni 1986     | Flug 6       |                          |               | 23 min | Anatoli Lewtschenko, Alexander Schtschukin                    |
| 10. Dezember 1986 | Flug 7       |                          | 4000 m        | 24 min | Rimantas Stankevičius, Igor Wolk / Erste automatische Landung |
| 23. Dezember 1986 | Flug 8       |                          |               | 17 min | Rimantas Stankevičius, Igor Wolk                              |
| 29. Dezember 1986 | Flug 9       |                          |               | 17 min | Anatoli Lewtschenko, Alexander Schtschukin                    |
| 16. Februar 1987  | Flug 10      |                          |               | 28 min | Rimantas Stankevičius, Igor Wolk                              |
| 25. Februar 1987  | Flug 11      |                          |               | 19 min | Rimantas Stankevičius, Igor Wolk                              |
| 29. März 1987     | Rolltest 7   |                          |               | 2 min  | Anatoli Lewtschenko, Alexander Schtschukin                    |
| 30. März 1987     | Rolltest 8   |                          |               | 25 min | Anatoli Lewtschenko, Alexander Schtschukin                    |
| 21. Mai 1987      | Flug 12      |                          |               | 20 min | Anatoli Lewtschenko, Alexander Schtschukin                    |
| 25. Juni 1987     | Flug 13      |                          |               | 19 min | Rimantas Stankevičius, Igor Wolk                              |
| 5. Oktober 1987   | Flug 14      |                          |               | 21 min | Alexander Schtschukin, Igor Wolk / automatische Landung       |
| 15. Oktober 1987  | Flug 15      |                          |               | 19 min | Iwan Batschurin, Alexei Borodai                               |
| 16. Januar 1988   | Flug 16      |                          |               |        | Rimantas Stankevičius, Igor Wolk                              |
| 24. Januar 1988   | Flug 17      |                          |               |        | Iwan Batschurin, Alexei Borodai                               |
| 23. Februar 1988  | Flug 18      |                          |               | 22 min | Rimantas Stankevičius, Igor Wolk                              |
| 4. März 1988      | Flug 19      |                          |               | 32 min | Rimantas Stankevičius, Igor Wolk                              |
| 12. März 1988     | Flug 20      |                          |               |        | Iwan Batschurin, Alexei Borodai                               |
| 23. März 1988     | Flug 21      |                          |               |        | Iwan Batschurin, Alexei Borodai                               |
| 28. März 1988     | Flug 22      |                          |               |        | Iwan Batschurin, Alexei Borodai                               |
| 2. April 1988     | Flug 23      |                          |               | 20 min | Rimantas Stankevičius, Igor Wolk                              |
| 8. April 1988     | Flug 24      |                          |               |        | Rimantas Stankevičius, Igor Wolk                              |
| 15. April 1988    | Flug 25      |                          |               | 19 min | Rimantas Stankevičius, Igor Wolk                              |
| 29. Dezember 1989 | Rolltest 9   |                          |               |        | Rimantas Stankevičius, Wiktor Sabolotski                      |

## Bilder-Galerie

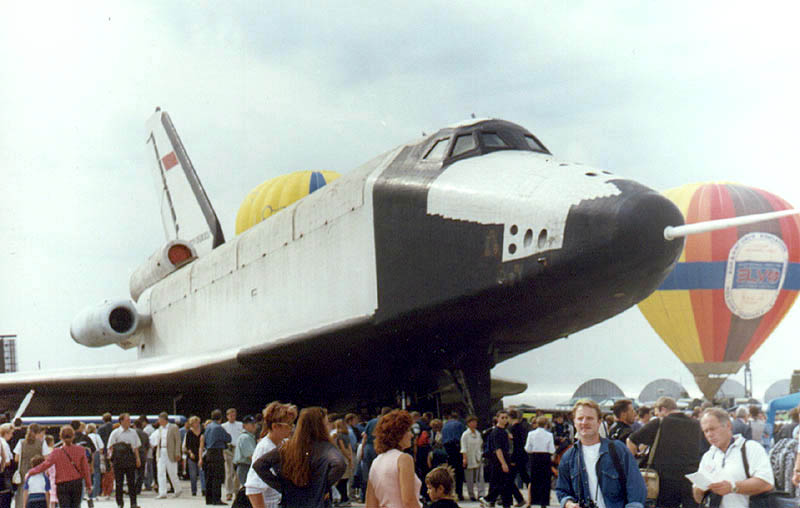
OK-GLI, Schukowski, Russland (1999)
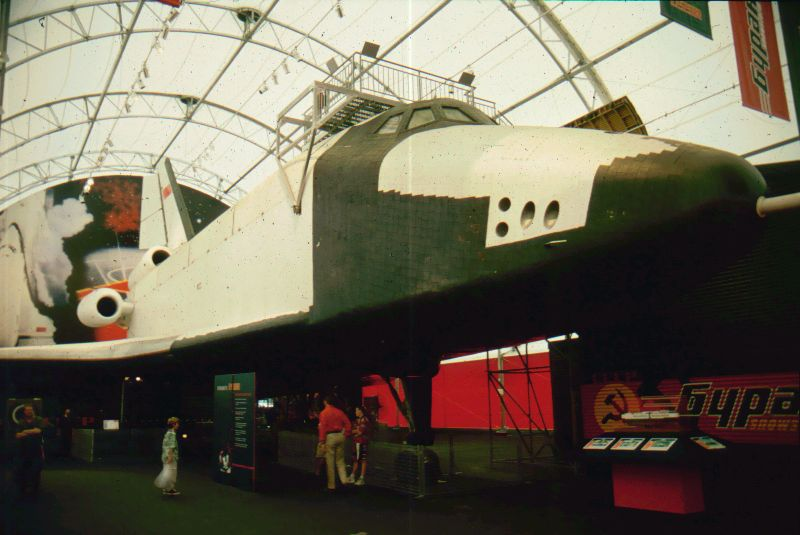
OK-GLI in Sydney (2001)
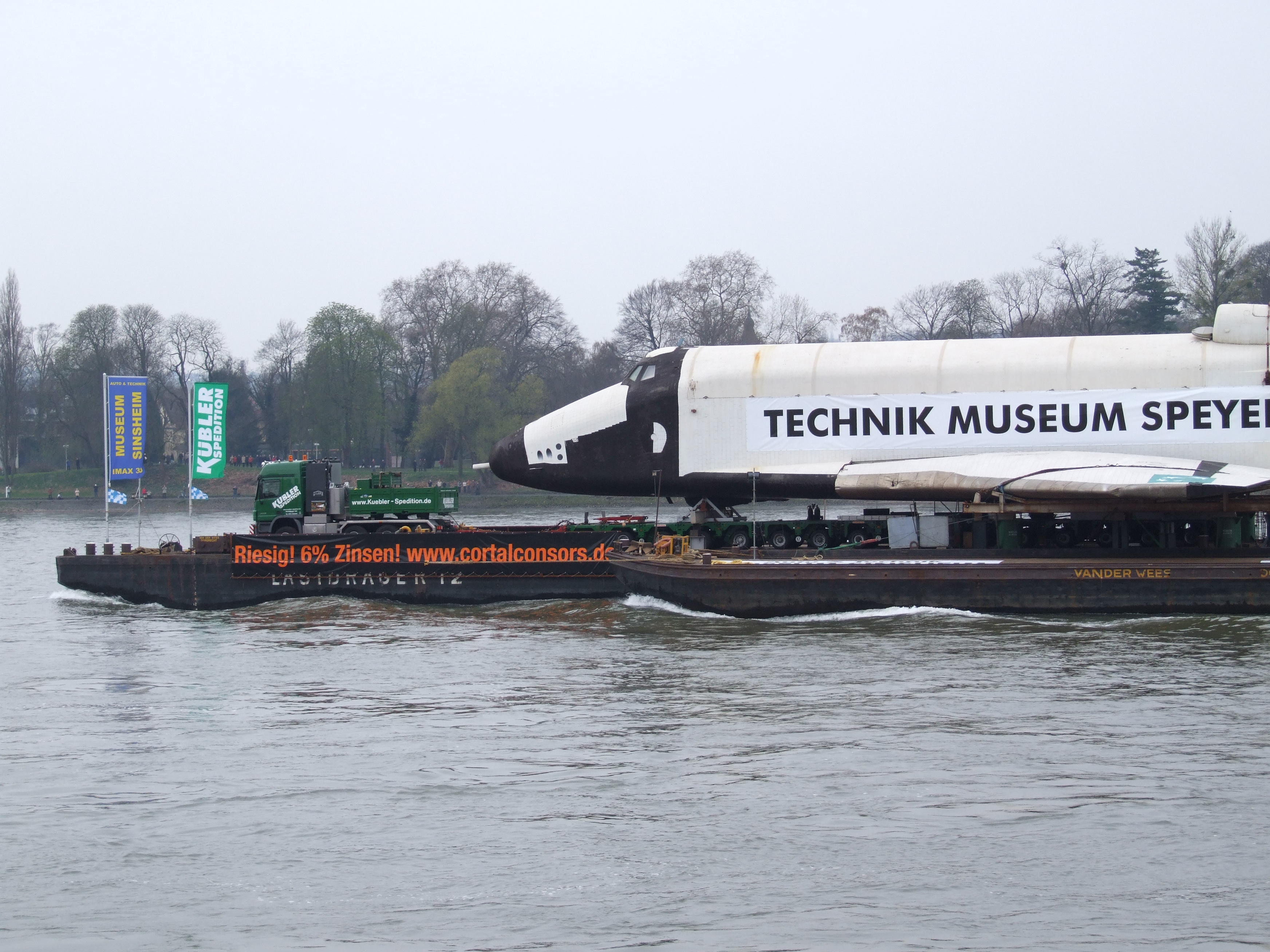
Buran bei Königswinter (2008)
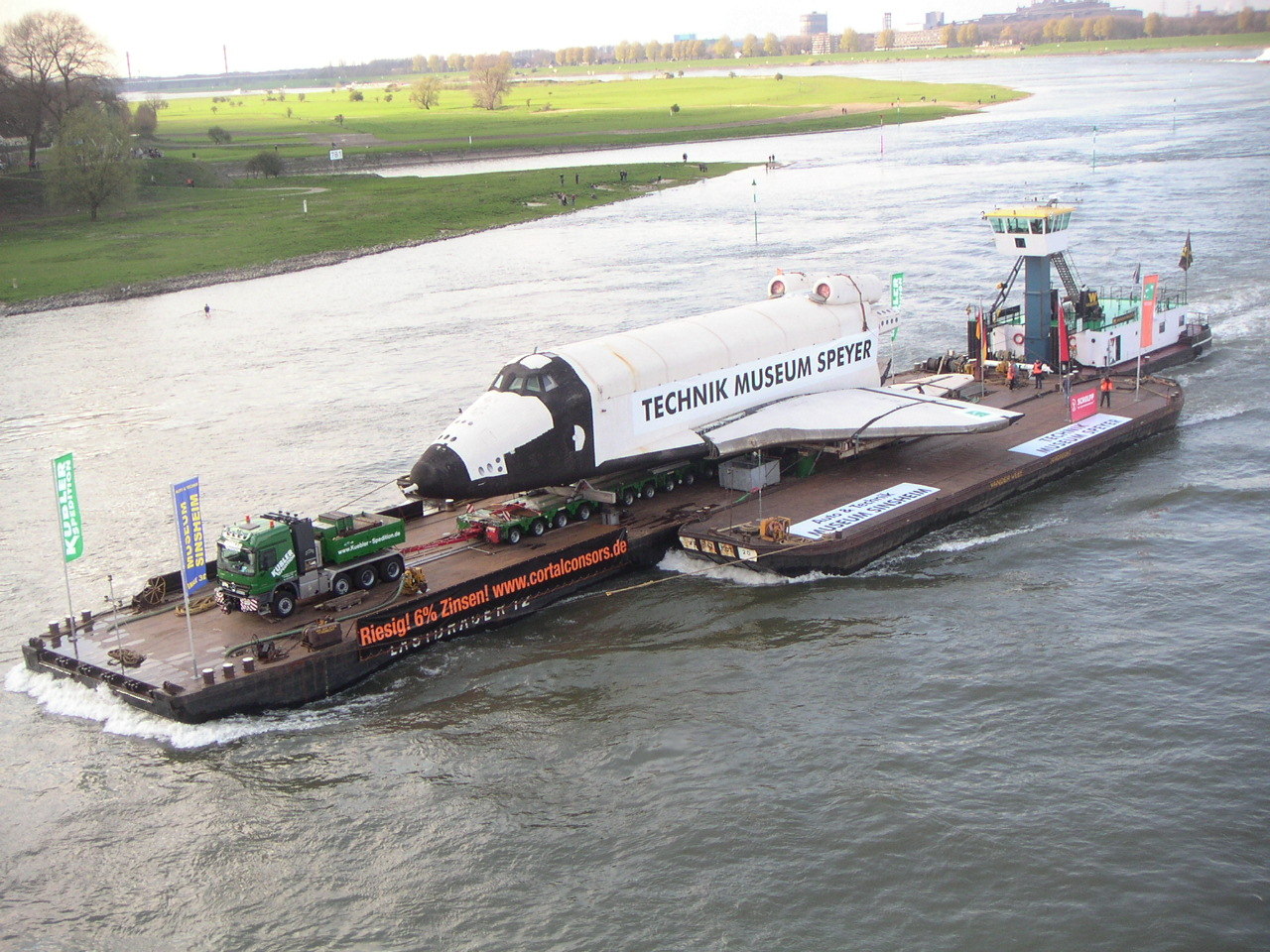
OK-GLI auf dem Rhein bei Duisburg-Ruhrort (2008)
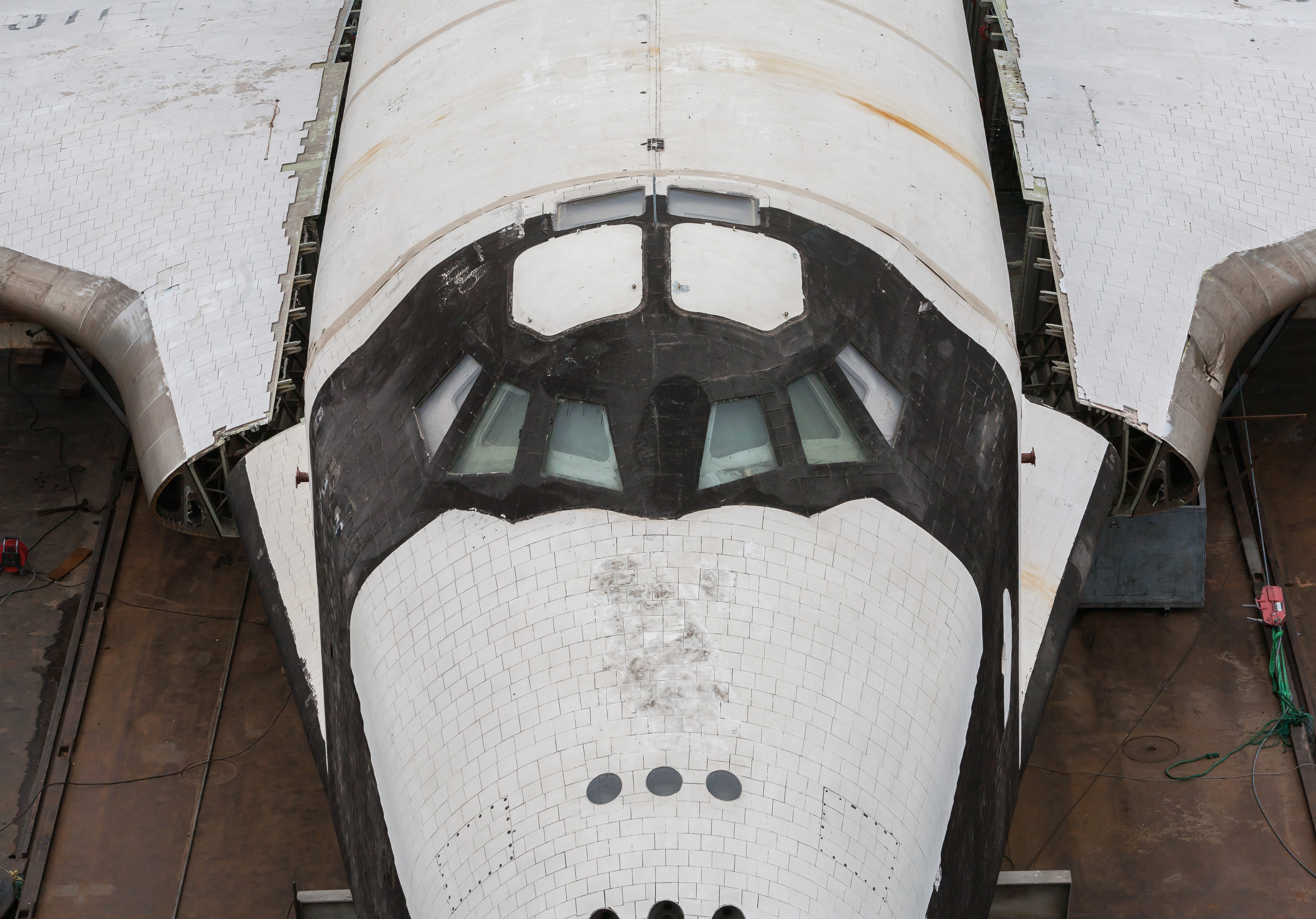
Cockpit der OK-GLI auf dem Rhein bei Bonn (2008)
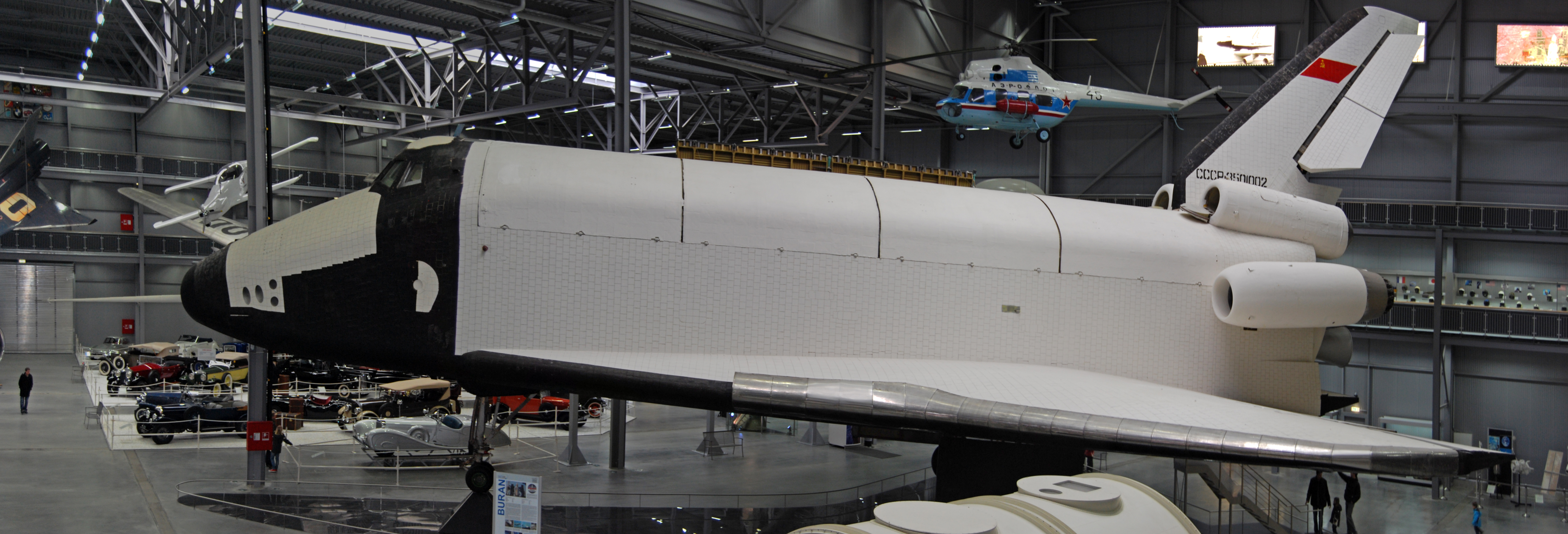
OK-GLI in Speyer
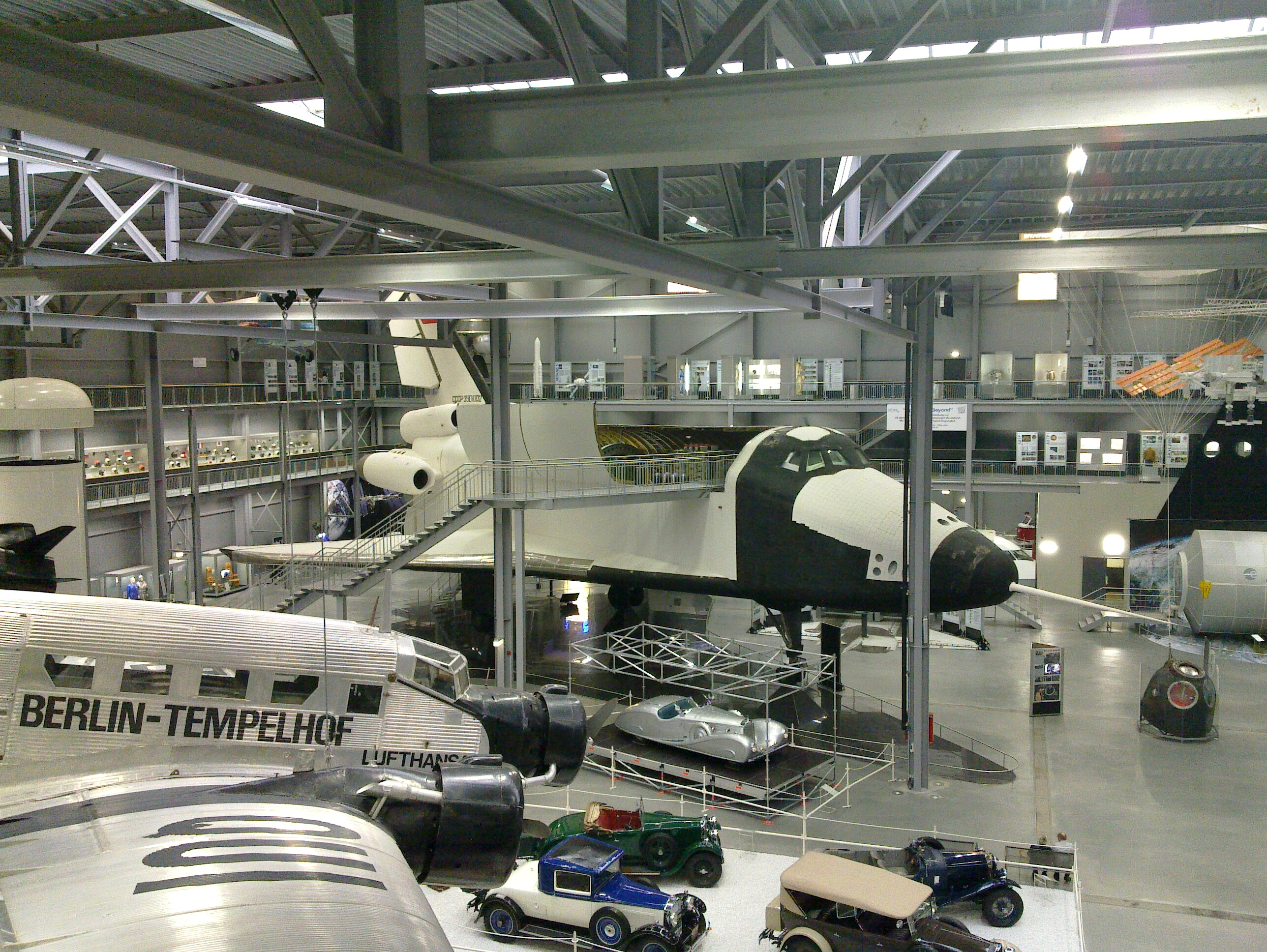
OK-GLI in Speyer geöffnete Frachtraumluke
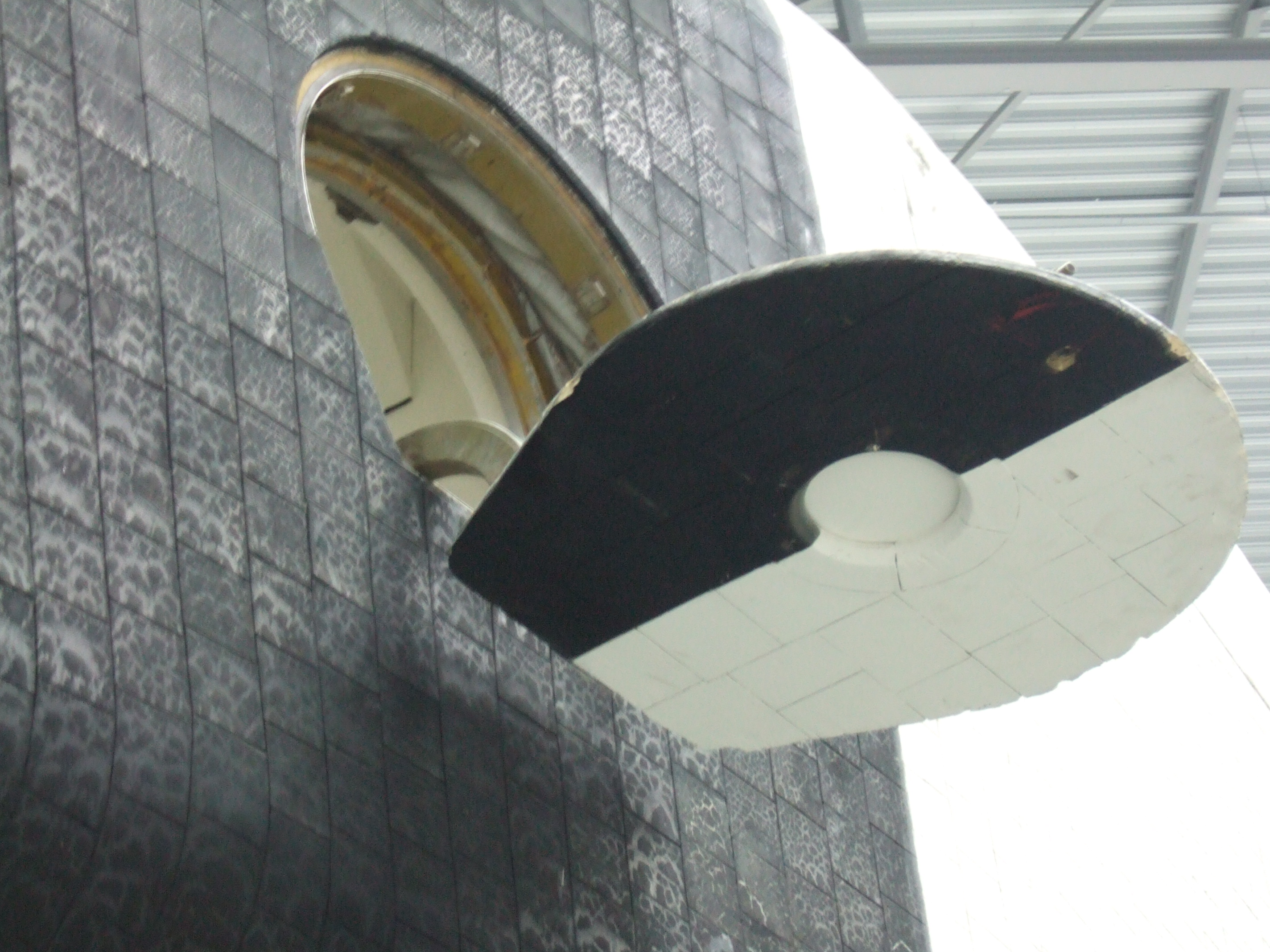
Einstieg des OK-GLI
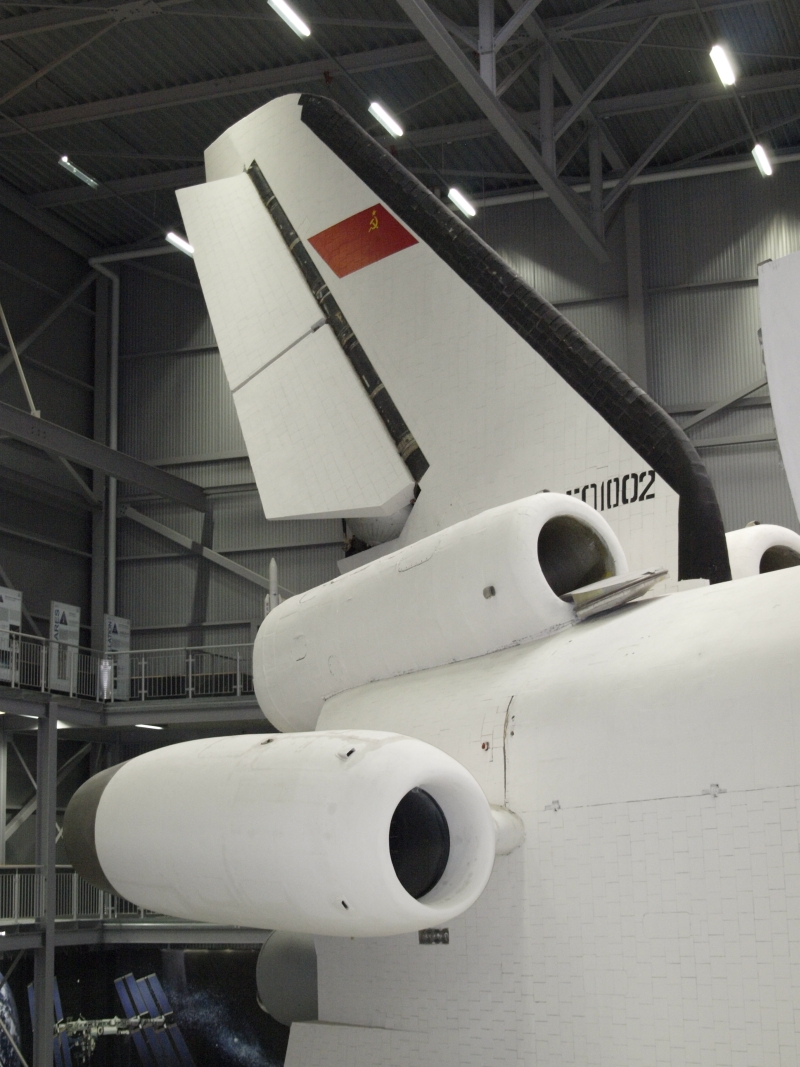
Triebwerke und Seitenleitwerk
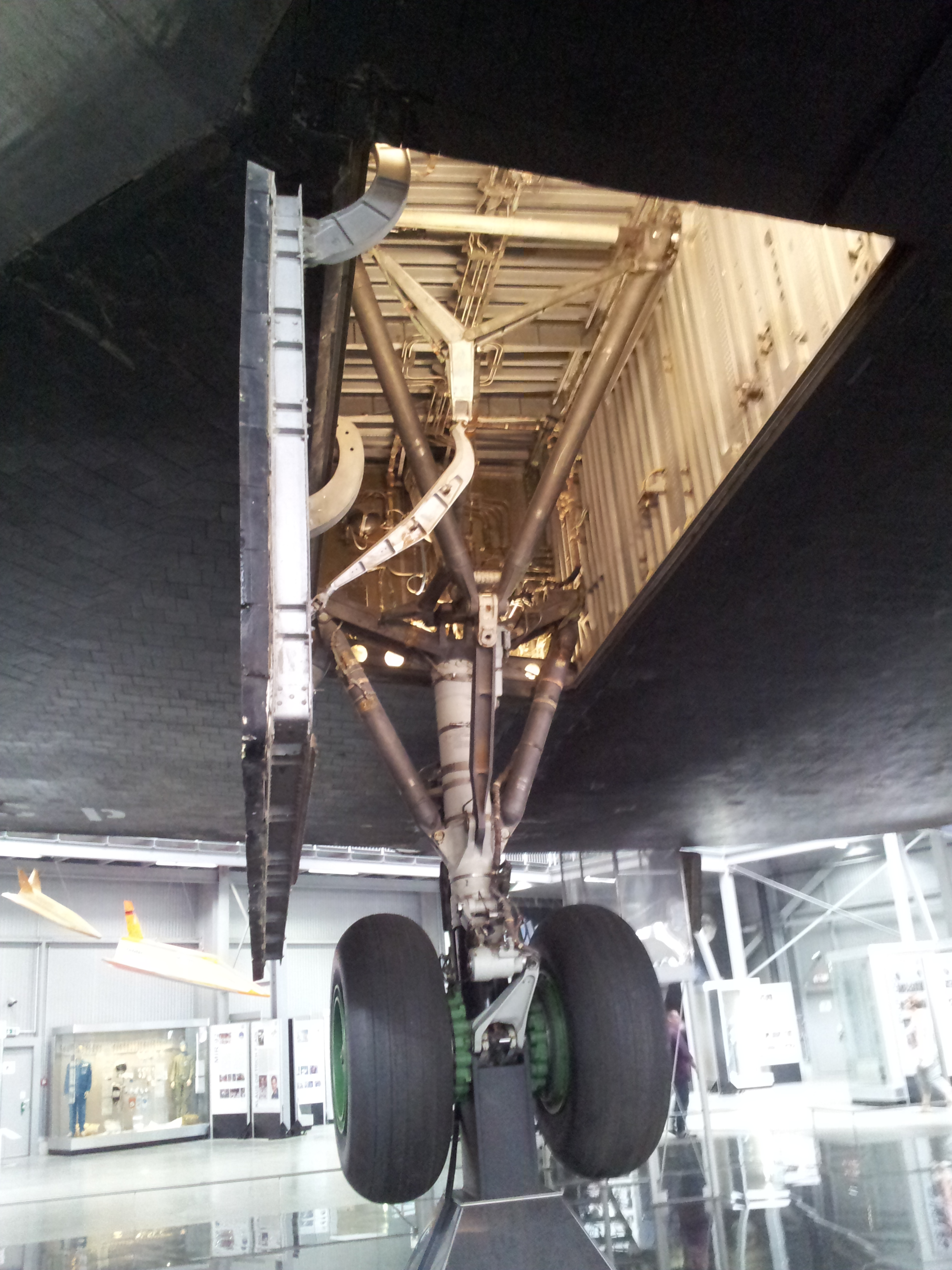
Rechter Hauptfahrwerksschacht